# سرهات توتوملوئر
سرهات توتوملوئر (انگلیسی: Serhat Tutumluer؛ زادهٔ ۲۹ ژوئن ۱۹۷۲) بازیگر فیلم وسینمای اهل ترکیه است. وی از سال ۱۹۹۵ میلادی تاکنون مشغول فعالیت بوده‌است.
از فیلم‌ها یا برنامه‌های تلویزیونی که وی در آن نقش داشته‌است می‌توان به سیاه و سفید، رشک، و هرجایی اشاره کرد.